# Josef Fares
Josef Fares, libanonsko-švedski filmski režiser, * 19. september 1977, Bejrut, Libanon.
Pri 10 letih se je njegova družina preselila v Örebro (Örebro län, Švedska). Njegov brat, igralec Fares Fares, je igral v mnogih njegovih filmih.
Variety ga je označila za enega izmed 10. najbolj obetavnih filmskih režiserjev v letu 2006.

## Filmografija
- Zozo (2005)
- Kopps (2003)
- Jalla! Jalla! (2000)